# Pittosporum coccineum
Pittosporum coccineum är en tvåhjärtbladig växtart som först beskrevs av Montrouzier, och fick sitt nu gällande namn av Beauvisage. Pittosporum coccineum ingår i släktet Pittosporum och familjen Pittosporaceae. Inga underarter finns listade.